# Ben Hardaway
Joseph Benson "Ben/Bugs" Hardaway (Missouri, 21 de maio de 1895 - Los Angeles, 5 de fevereiro de 1957) também conhecido como J.B. Hardaway, Ben Hardaway, Buggsy Hardaway e B. Hardaway, foi um artista de storyboard, animador, dublador e diretor por vários estúdios de animação americanos durante a Era de Ouro da animação americana.

## Biografia
Embora, no estúdio Schlesinger/Warner Bros. durante o final dos anos 1930, Hardaway serviu como um storyman, e co-dirigiu vários curtas da Looney Tunes e Merrie Melodies com Cal Dalton durante os três anos em que Freleng estava na MGM. Em 1938, Hardaway co-dirigiu o primeiro filme com um coelho. Este coelho, ainda sem nome, embriológico, tinha sido criada por Bob Clampett em um final de semana que é descrito em detalhes na entrevista publicada por Michael Barrier no número 12 da hoje extinta revista Funnyworld (1970).
Um novo desenho com um coelho redesenhado havia sido solicitado pelo departamento de enredos, como descrito por Virgil Ross, o animador de The Wild Hare, em uma entrevista publicada no número 19 da revista Animato.
Hardaway inadvertidamente batizou-o quando "seu esboço informal de um personagem coelho" foi identificado como "Bugs Bunny" por um colega, conforme descrito na Encyclopædia Britannica.
Quando Freleng regressou a Warner Bros, em 1939, Hardaway foi rebaixado de volta a storyman, enquanto Tex Avery eventualmente criou o coelho que viria a substituir o coelho de Hardaway. Em 1940 Hardaway juntou-se ao pessoal da Walter Lantz Productions, onde ajudou Walter Lantz na criação do personagem mais famoso do estúdio, o Pica-Pau. Hardaway escreveu ou co-escreveu a maioria das histórias para os curtas do personagem de 1940-1949, bem como forneceu a voz durante este período (Mel Blanc forneceu a voz do Pica-Pau nos quatro primeiros episódios:  Pica-Pau Ataca Novamente, Woody Woodpecker,O Rachador, e Pânico na Cozinha).